# Mariano Armellini
Pour les articles homonymes, voir Armellini.
Mariano Armellini (Rome, 7 février 1852 – 24 février 1896) est un archéologue et un historien italien.

## Biographie
Mariano Armellini est l'auteur des Gli cimiteri d'antichi cristiani di Roma e d'Italia (« Les anciens cimetières chrétiens de Rome et de l'Italie ») et Le catacombe romane (« Les catacombes romaines »), mais il est devenu célèbre principalement pour Le chiese di Roma dal IV al XIX secolo (« Les églises de Rome du IVe  au  XIXe siècle »), un important travail dans lequel il enregistre un grand nombre d'églises de la ville, y compris celles disparues. Il est l'un de le fondateurs de l'Académie pontificale pour le culte des martyrs.

## Publications
- Gli cimiteri d'antichi cristiani di Roma e d'Italia (« Les anciens cimetières chrétiens de Rome et de l'Italie »).
- Le catacombe romane (« Les catacombes romaines ») descritte da M.A. Roma. 1880. viii+437+(1)pp, plan dépliant
- Le chiese di Roma dal secolo IV al XIX (« Les églises de Rome du IVe  au  XIXe siècle »).